# Marxizmus–Leninizmus Esti Egyetem
A Marxizmus–Leninizmus Esti Egyetem (MLEE) egy 1952–1989 között működő magyarországi ideológiai oktatási intézményhálózat volt. A vezető funkciót ellátó MSZMP-párttagoknak tanácsos volt elvégezniük, de sok párton kívüli hallgatója is volt, akik profitálhattak belőle, ugyanis előnyt jelentett a munkahelyen.
Érettségi nélkül is be lehetett jutni. Az alaptagozat közoktatási értelemben végzettséget ugyan nem adott, de az elvégzése előnyöket biztosított vállalati vagy párt-, illetve állami vezető tisztségekbe történő kinevezéskor. Bizonyos beosztásokban nélkülözhetetlen volt, de olykor követelményként írták elő. Az „egyetem” képesítést nem adott, de az 1961-ben indult szakosított tagozatokon a marxizmus–leninizmus három ágából tett államvizsga alapján főiskolai érvényű oklevelet lehetett szerezni, amely felsőfokú politikai képzettségnek felelt meg. A hároméves tagozaton szerzett végbizonyítvány pedig középfokú politikai képzettségnek számított. Ezeket a politikai képzettségeket a kormány 1979-ben rendeletben is kihirdette.

## Története
Az MLEE a Szovjetunió ideológiai oktatásának mintájára (ahol Marxizmus–Leninizmus Egyetem néven működött hasonló intézményrendszer) jött létre Magyarországon és a szocialista országokban. 1949-től működött Romániában, 1950-től a Német Demokratikus Köztársaságban, és Lengyelországban, valamint Mongóliában is. Magyarországon az első MLEE-t a Politikai Bizottság 1952. március 5-i határozata alapján Budapesten 1952. szeptember 13-án nyitották meg a Pártoktatók Házában, az egykori Tiszti Kaszinó épületében (1056 Bp., Váci utca 38.). Az első tanévet 112 hallgató kezdte meg. Az egyetem első igazgatója Takács Zsuzsanna volt.
1953. október 17-én Debrecenben is elindult az oktatás az ország másodikként megnyílt Marxizmus–Leninizmus Esti Egyetemén, a volt Megyeháza épületében. Az 1956-os forradalom után az MSZMP Ideiglenes Intéző Bizottsága 1957. június 5-i határozata alapján az intézményrendszert újraszervezték, és a marxizmus–leninizmus esti egyetemek országos hálózattá váltak, miután az ország minden megyeszékhelyén létrehozták őket. Az első időben kétéves volt a képzés, később emelték három évre. 1957-ben kormányhatározat mondta ki, hogy az MLEE hároméves képzésén részt vevő hallgatóit ugyanannyi tanulmányi szabadság illeti meg, mint más egyetemek nappali tagozatos hallgatóit, továbbá hogy más egyetemen folytatott tanulmányok során az MLEE-n végzetteknek nem kell marxizmus–leninizmus tantárgyból vizsgázniuk, és tudományos fokozat elnyerése során a kandidátusi minimum keretében előírt ideológiai vizsgát sem kell letenniük.
Az első szakosított tanfolyam 1961-ben indult, 91 hallgatóval. Néhány évvel később a szakosítók és különböző kihelyezett tanfolyamok Budapesten és a legtöbb megyében működtek. 1978-ban ezek hallgatóinak száma már 17 800 volt. Kihelyezett tagozatok léteztek Budapest majdnem valamennyi kerületében és a megyeszékhelyeken kívül több városban is. A tandíj ekkor az általános tagozaton 170, a szakosítón 250 forint volt egy évre.
1963-ban a Magyar Néphadseregben létrehozták az esti egyetem kihelyezett osztályait, amelyek a területi, megyei pártbizottság mellett működő esti egyetem vezetője, valamint a magasabbegység politikai osztályának irányítása alatt álltak. 1975-ben már kihelyezett tagozatok működtek az Írószövetségben, a műszaki és orvostudományi egyetemen, a Nemzeti és a Madách Színházban, valamint a Magyar Televíziónál is. Az esti egyetem látta el az Újságíróiskolában a marxista oktatást, és sok olyan levelező hallgatója volt, akik külföldön diplomáciai szolgálatban álltak vagy kereskedelmi kirendeltségen dolgoztak.
1973-ig mintegy ötvenezren végezték el az esti egyetemet, és ebben az évben mintegy harmincezren tanultak az egyetem valamely tagozatán. A tanulóknak csak körülbelül 65%-a volt párttag.
1975-ben a budapesti MLEE négy fakultással működött. A hároméves általános tagozat középszintű politikai képzést nyújtott a marxizmus mindhárom ágából (filozófiát, politikai gazdaságtant és munkásmozgalom-történetet tanítottak). A szakosító tagozatok felső szintű politikai képzést, a speciális kollégiumok egyes szakterületeken marxista–leninista továbbképzést adtak. A kerületi továbbképző tanfolyamok aktuális kérdésekkel foglalkoztak. Az egyetemen filozófia, szociológia, esztétika, politikai gazdaságtan, szocialista gazdaságpolitika, a munkásmozgalom története, pártépítési és -vezetési, valamint pedagógiai és módszertani tanszék működött. Ebben az évben tizenháromféle tanfolyamtípuson 22 000 hallgatót oktattak Budapesten. Az MLEE-n vallástörténetet és valláskritikát is oktattak. Népszerű volt a szociológia és az esztétika tagozat. 1975-ben előbbire 500-an, utóbbira 600-an jelentkeztek. Ebben az évben Budapesten 35 függetlenített és 700 tiszteletdíjas tanár látta el az oktatás feladatait.
Az 1980-as évek végén drasztikusan lecsökkent a hallgatók létszáma. 1988-ban már csak 7000-en jártak az esti tagozatra, és az MLEE 1989-ben megszűnt. 1989 szeptemberétől az MLEE helyett MSZMP Szabadegyetem elnevezéssel tervezték politikai képzés indítását. Az általános tagozatot a korábbi gyakorlattól eltérően, mindössze háromszor tízhetesre tervezték, politikai filozófia, gazdaságpolitika és politikatörténet tantárgyakkal. Vizsga helyett a tervek szerint a hallgatóknak az egyes szakaszok végén beszámolón kellett volna számot adniuk az ismeretek megszerzéséről. Az MSZMP 1989. októberi megszűnésével az elképzelés – legalábbis a tervezett formában – már nem valósult meg.

## Leírása
A Kádár-rendszer idején az állami élet, a társadalmi szervek, a gazdálkodó egységek vezetőinek, felelős munkatársainak alapfokú politikai képzésére és továbbképzésére szolgált. Hároméves általános tagozatán az érettségivel, egyetemi-főiskolai diplomával sem rendelkezők ismerkedtek a marxizmus–leninizmus elméletével és „tudományágaival”. Kétéves szakosított tagozatán a felsőfokú állami végzettségűek bővíthették meglévő filozófiai, politikai gazdaságtani, munkásmozgalom-történeti tudásukat. A továbbképző tanfolyamok egyéves esti kurzusokon folytak. Céljuk a korábban szerzett „marxista–leninista műveltség” felfrissítése, a kommunista szemléletű társadalomtudományok újabb eredményeinek feldolgozása volt. Témáik között szerepelt: szociológia, politikatudomány, gazdaságpolitika, etika, esztétika, vezetési ismeretek, politikai nevelés, valláselmélet, retorika, nemzetközi politika. A marxista–leninista esti egyetemeken évente kb. 43 000 fő tanult.
A marxista propaganda fejlesztésének, az eszmei felkészültség fokozásának elemei között megkülönböztetett figyelem irányult: a marxizmus–leninizmus alapjainak elsajátítására, a marxista világnézet erősítésére; a klasszikusok tanításainak és a társadalomtudományi kutatás új eredményeinek alkotó tanulmányozására, tudatos alkalmazására; a dialektikus és történelmi materialista gondolkodás, az osztályszemlélet, a történelmi tudat fejlesztésére; a párt történetének, valamint a testvérpártok, főként az SZKP tapasztalatainak ismertetésére; a politikai gyakorlatot szolgáló elméleti, politikai ismeretek terjesztésére; a szocialista építőmunka fényeinek, folyamatainak sokoldalú bemutatására.